# Conrad von Holstein
Conrad von Holstein (født 8. august 1711 i Odense, død 23. april 1784 i Slesvig by) var en dansk officer, bror til Adam Eggert og Ulrik Adolph von Holstein.
Han var søn af generalmajor Ditlev von Holstein og blev 1732 kornet ved Livregiment til Hest, hvor han blev stående hele sin tjenestetid; 1733 løjtnant, 1738 ritmester, 1745 kammerjunker, 1750 major, 1756 oberstløjtnant, 1758 kammerherre, 1760 oberst og chef for regimentet, 1768 hvid ridder, 1772 generalmajor, 1775 afgået med generalløjtnants karakter. Død 23. april 1784 i Slesvig.
Han var gift 1. gang 1750 med Anna Cathrine f. von Wedderkop (1721-1774), datter af dansk kammerherre og brunsvigsk gehejmeråd Gottfried von Wedderkop til Steinhorst; 2. gang 1776 med Charlotte Philippine Antonie f. v. Schwartzkoppen (død 1793), formentlig datter af en brunsvigsk general og gift 2. gang med overceremonimester, gehejmeråd Christian Ludwig von Kalckreuth.